# Antoine Choueiri
Antoine Choueiri (* 3. August 1939 in Beirut; † 9. März 2010 ebendort) war ein libanesischer Medienunternehmer.

## Leben
Choueiri wurde als Architekt der modernen Medienindustrie im Nahen Osten betrachtet. Er gründete die Antoine-Choueiri-Gruppe. Sie hat über 35 Jahre Erfahrung speziell mit Fernseh- und Radioübertragungen.
Seine erste Werbeagentur gründete er im Jahre 1970 im Libanon. Während des libanesischen Bürgerkriegs baute er seine Gruppe bzw. sein Geschäft in Paris auf. In Saudi-Arabien hatte er seine erste Niederlassung, bevor er zurück in den Libanon und die Vereinigten Arabischen Emirate ging. Heute hat die Gruppe 11 Länderniederlassungen und 14 Büros, die Werbung in mehr als 30 Fernseh- und Radiosendern, in Druckmedien und auf Werbetafeln vertreibt. Er war Vertreter bei Lebanese Broadcasting Corporation LBC Sat, Al Jazeera network, Al Hayat, Dubai Media Inc. und Al-Safir und An-Nahar.
Choueiri war Präsident des Sportvereins La Sagesse, er interessierte sich insbesondere für Basketball. Choueiri galt als einer der wichtigsten Geschäftsleute im Nahen Osten. Er starb nach langer Krankheit (Krebs) am 9. März 2010 in der Klinik Hôtel-Dieu in Beirut. Er wurde in Bsharri beerdigt. Er war mit Rose Salamé verheiratet; die beiden Kinder Pierre und Lena führen das Unternehmen weiter.